# Gabon az 1988. évi nyári olimpiai játékokon
Gabon a dél-koreai Szöulban megrendezett 1988. évi nyári olimpiai játékok egyik részt vevő nemzete volt. Az országot az olimpián 2 sportágban 3 sportoló képviselte, akik érmet nem szereztek.

## Atlétika
Női
| Versenyző      | Versenyszám | Előfutam | Előfutam | Előfutam | Negyeddöntő | Negyeddöntő | Negyeddöntő | Elődöntő | Elődöntő | Elődöntő | Döntő   | Döntő    |
| Versenyző      | Versenyszám | Idő      | Hely.    | Össz.    | Idő         | Hely.       | Össz.       | Idő      | Hely.    | Össz.    | Idő     | Helyezés |
| -------------- | ----------- | -------- | -------- | -------- | ----------- | ----------- | ----------- | -------- | -------- | -------- | ------- | -------- |
| Gisèle Ongollo | 100 m       | 11,85    | 6.       | 41.*     | kiesett     | kiesett     | kiesett     | kiesett  | kiesett  | kiesett  | kiesett | kiesett  |

* - egy másik versenyzővel azonos eredményt ért el

## Ökölvívás
| Versenyző     | Versenyszám  | Selejtező                          | 32-es főtábla           | Nyolcaddöntő                    | Negyeddöntő       | Elődöntő          | Döntő             | Helyezés    |
| Versenyző     | Versenyszám  | Ellenfél Eredmény                  | Ellenfél Eredmény       | Ellenfél Eredmény               | Ellenfél Eredmény | Ellenfél Eredmény | Ellenfél Eredmény | Helyezés    |
| ------------- | ------------ | ---------------------------------- | ----------------------- | ------------------------------- | ----------------- | ----------------- | ----------------- | ----------- |
| Serge Bouemba | Pehelysúly   | erőnyerő                           | Ilham Lahia (INA) · 4:1 | Liu Tung (Liu Dong) (CHN) · 0:5 | kiesett           | kiesett           | kiesett           | 9.          |
| Desire Ollo   | Kisváltósúly | Dan Odindo (UGA) · mérkőzés nélkül | kiesett                 | kiesett                         | kiesett           | kiesett           | kiesett           | helyezetlen |